# Regimentul 4 Infanterie (1916-1918)
Regimentul 4 Infanterie  a fost o unitate de nivel tactic care s-a constituit la 14/27 august 1916, prin mobilizarea unităților și subunităților existente la pace aparținând de Regimentul Argeș No. 4. Regimentul a făcut parte din organica Brigăzii 5 Infanterie, fiind dislocat la pace în garnizoana Pitești. La intrarea în război, Regimentul 4 Infanterie  a fost comandat de colonelul Nicolae Urdăreanu. Regimentul 4 Infanterie  a participat la acțiunile militare pe frontul românesc, pe toată perioada războiului, între 14/27 august 1916 - 28 ocotmbrie/11 noiembrie 1918.
Drapelul de luptă al regimentului a fost decorat cu cea mai înaltă distincție de război, Ordinul „Mihai Viteazul”, clasa III.
„Pentru vitejia și avântul extraordinar, cu care au luptat ofițerii, subofițerii și soldații regimentului în aprigele lupte din iulie 1917. Primind ordinul de a străpunge puternicul front german, de pe Dealul Mărăști, au plecat la atac în dimineața zilei de 11 Iulie și pătrunzând în tranșeele inamice, după  o luptă înverșunată corp la corp, au continuat înaintarea către Valea Dracea Mare, iar în zilele următoare, acțiunea pentru ocuparea pozițiunii Roșculet, spre Câmpurile. S-a capturat 3 ofițeri, 360 oameni de trupă , un tun ungar de 105 mm., 4 tunuri de 57 mm., 12 mortiere de tranșee, 1 mortier de 117 mm., 7 aruncătoare de grenade, 14 chesoane mitraliere, 700 arme infanterie, precum și o enormă cantitate de munițiuni și material de război.”
Înalt Decret no. 928 din 21 august 1917

## Decorații
- Ordinul „Mihai Viteazul”, clasa III[3]